# U (canção de Super Junior)
"U" é uma canção da boy band sul-coreana Super Junior, lançada em 7 de junho de 2006, pela gravadora SM Entertainment. De acordo com o MIAK K-pop Albums Chart, o single alcançou a primeira posição em sua semana de lançamento, e, ainda de acordo com a tabela, "U" alcançou o primeiro lugar no gráfico mensal, vendendo cerca de 91,416 cópias até 2008.
"U" ganhou um total de cinco troféus em programas musicais, sendo a canção mais bem-sucedida do grupo até o lançamento de "Sorry, Sorry", em março de 2009. As performances promocionais da canção foram encerradas em setembro de 2006.

## Lista de faixas
| N.º            | Título           | Letras          | Música                       | Arranjo         | Duração |  |
| 1.             | "U"              | Taehun          | Ken Ingwersen                | Hwang Sung-jae  | 3:45    |  |
| 2.             | "Endless Moment" | Cho Jun-young   | Elin Wrethov, Anderz Wrethov | Ahn Ik-soo      | 3:36    |  |
| 3.             | "Lovely Day"     | Park Chang-hyun | Park Chang-hyun              | Park Chang-hyun | 3:02    |  |
| Duração total: | Duração total:   | Duração total:  | Duração total:               | Duração total:  | 10:24   |  |

## Desempenho nas tabelas musicais
| País          | Parada                   | Melhor posição |
| ------------- | ------------------------ | -------------- |
| Coreia do Sul | MIAK K-pop Monthly Chart | 1              |

## Vendas
| País/Parada      | Single | Vendas   |
| ---------------- | ------ | -------- |
| MIAK K-pop Chart | "U"    | + 92,000 |

## Histórico de lançamento
| País          | Data                 | Distribuição     | Formato                      |
| ------------- | -------------------- | ---------------- | ---------------------------- |
| Coreia do Sul | 7 de junho de 2006   | SM Entertainment | CD, download digital         |
| Taiwan        | 4 de outubro de 2006 | Avex Taiwan      | Edição Limitada Deluxe (CD)  |
| Taiwan        | 23 de março de 2007  | Avex Taiwan      | Edição Limitada Regular (CD) |
| Taiwan        | 15 de junho de 2007  | Avex Taiwan      | Edição Especial (CD+VCD)     |
| Taiwan        | 13 de julho de 2007  | Avex Taiwan      | Edição Especial (CD+DVD)     |
| Japão         | 9 de julho de 2008   | Rhythm Zone      | CD+DVD                       |